# Andreas Ndoj
Andreas Ndoj, né le 2 février 2003 à Athènes en Grèce, est un footballeur international grec qui évolue au poste de défenseur central au Rio Ave FC, en prêt de l'Olympiakos.

## Biographie

### En club
Né à Athènes en Grèce, Andreas Ndoj est issu d'une famille originaire d'Albanie. Son père est arrivé en Grèce en 1998 et s'est installé à Zacháro où le jeune Andreas a vécu durant les premières années de sa vie. Il est formé par l'un des clubs les plus importants du pays, l'Olympiakos. Durant sa formation il joue au milieu de terrain dans les équipes de jeunes, principalement en tant que milieu défensif mais occupe également d'autres positions dans ce secteur de jeu. Il officie également comme capitaine de l'équipe B de l'Olympiakos.
Il joue son premier match en professionnel le 9 octobre 2022, lors d'une rencontre de championnat contre le OFI Crète. Il est titularisé et marque contre son camp ce jour-là, ce qui n'empêche pas son équipe de s'imposer (1-2 score final).
Le 30 avril 2023, Ndoj inscrit son premier but en professionnel, lors d'une rencontre de championnat face au Volos FC. Titularisé, il ouvre le score et participe à la victoire de son équipe par cinq buts à zéro,.

### En sélection
Andreas Ndoj commence par représenter l'Albanie en sélection, faisant ses débuts avec les moins de 16 ans, jouant un total de six matchs entre 2018 et 2019.
Il joue ensuite avec l'équipe de Grèce des moins de 17 ans de 2019 à 2020, jouant six matchs également.
Andreas Ndoj joue son premier match avec l'équipe d'Albanie espoirs le 23 septembre 2022 contre la Macédoine du Nord. Il est titularisé et son équipe est battue par trois buts à un.